# Сен Жорж сюр Мьоз
Сен Жорж сюр Мьоз (на френски: Saint-Georges-sur-Meuse) е селище в Югоизточна Белгия, окръг Уарем на провинция Лиеж. Населението му е около 6600 души (2006).